# Грейсвілл (Алабама)
Грейсвілл (англ. Graysville) — місто в окрузі Джефферсон, штат Алабама, США. 

## Демографія
За даними перепису 2010 року в місті мешкало 2165 осіб. 
Медіанний вік жителів: 42.5 років;
по Алабамі: 35.8 років.

### Доходи
Розрахунковий медіанний дохід домогосподарства в 2009 році: $34,775 (у 2000: $30,994);
по Алабамі: $40,489.
Розрахунковий дохід на душу населення в 2009 році: $16,754.
Безробітні: 6,0 %.

### Освіта
Серед населення 25 років і старше: 
Середня освіта або вище: 67,6 %;

Ступінь бакалавра або вище: 8,9 %;

Вища або спеціальна освіта: 1,8 %.

### Расова / етнічна приналежність (перепис 2010)
Білих — 1600; 

 Афроамериканців — 511; 

 Індіанців та корінних мешканців Аляски — 9; 

 азіатів — 4; 

 Корінних жителів Гавайських островів та інших островів Тихого океану — 1; 

 Латиноамериканців — 37; 

 Інших — 9; 

 Відносять себе до 2-х або більше рас — 31. 

## Злочинність
Насильницькі злочини — 0
Вбивства — 0;
Зґвалтування — 0;
Пограбування — 0;
Напади при обтяжуючих обставинах — 0.
Злочини проти власності — 14
Зломи — 7;
Крадіжки — 4;
Крадіжки автотранспортних засобів — 3;
Підпали — 0.

## Нерухомість
Розрахункова медіанна вартість будинку або квартири в 2009 році: $84,130 (у 2000: $59,800);
по Алабамі: $119,600.
Медіанна орендна плата в 2009 році: $579.